# AB md. 1941
La AB md. 1941 (abbreviazione di Autoblindat Model 1941, "autoblindo modello 1941") era un prototipo di autoblindo romena, realizzato dalla Uzinele și Domeniile Reșița durante la seconda guerra mondiale nel 1941. L'autoblindo non fu mai prodotta in serie a causa delle scarse capacità produttive dell'industria nazionale. Il mezzo era equipaggiato con un cannone cecoslovacco da 37 mm.